# Gymnázium Ústavní
Gymnázium Ústavní je víceleté gymnázium se všeobecným zaměřením. Nachází se v Bohnicích v Praze 8 poblíž bohnické psychiatrické nemocnice. Gymnázium sdílí areál společně se Základní školou Ústavní a školní jídelnou.
Nabízí dva obory studia – standardní osmileté studium a šestileté bilingvní studium, kde jsou některé z předmětů vyučovány v italském jazyce. Dříve se zde nacházel i čtyřletý obor.
Škola pro studenty pořádá výměnné programy, poznávací zájezdy do zahraničí a technické exkurze.

## Historie
Gymnázium byl založeno v roce 1990 jako víceleté a čtyřleté.
V roce 1991 vznikla česko-italská sekce.

## Vybavení
- školní jídelna3 učebny s novými počítači

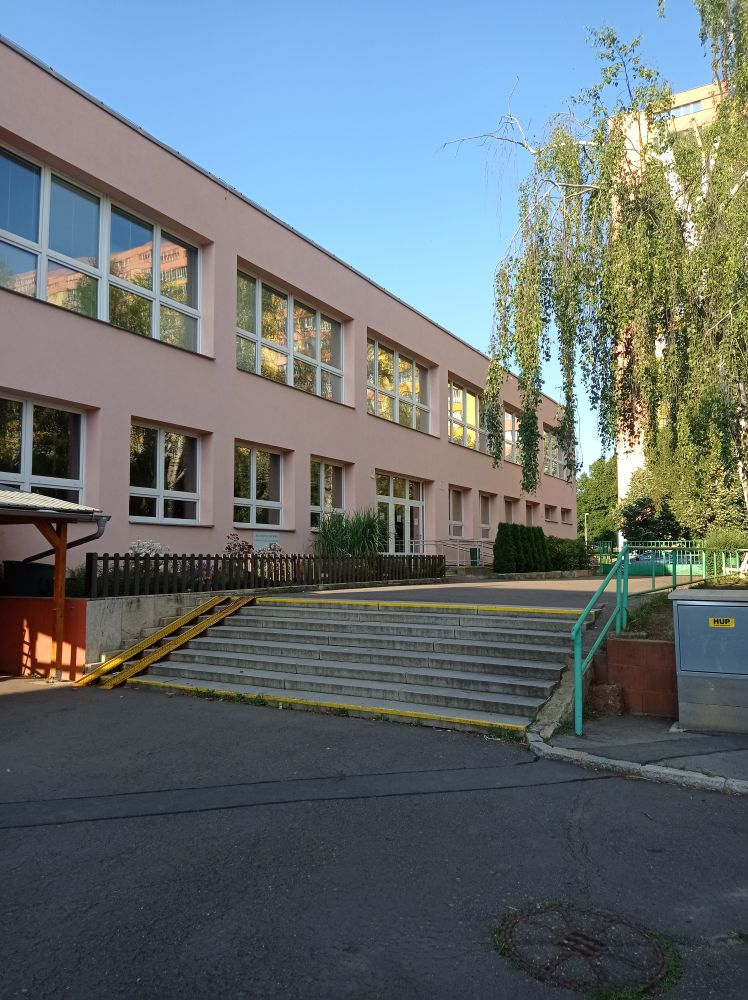
školní jídelna

- laboratoře chemie, biologie a fyziky
- 6 specializovaných odborných učeben
- tělocvičny a venkovní multifunkční hřiště s umělým povrchem
- školní jídelna
- školní Wi-Fi
- sedací soupravy s odolným potahem
- 4 betonové ping-pongové stoly[4]
- 3 stolní mini fotbálky

## Úspěchy školy
- Pravidelné umisťovaní studentů na předních příčkách v okresním kole Matematické olympiády.
- Osmé místo v matematicko-fyzikální soutěži Náboj (kategorie Junior) v roce 2016. Studenti za sebou zanechali věhlasné školy jako PORG, Gymnázium Christiana Dopplera, Mensa gymnázium a mnoho dalších.
- První příčka v mezinárodní soutěži Best in English ve školním roce 2015/2016. Této prestižní soutěže se účastnilo nad 10 000 studentů ze 479 škol. Za výhru obdržela škola od pořadatele moderní PC sestavy.
- V letech 2018, 2019 a 2020 se místní studenti pravidelně umisťovali na prvních pozicích okresního kola Biologické a Chemické olympiády.
- V roce 2024 se škola umístila 7. na světě (z 311 škol) v soutěži Best in english.[5]
- V roce 2016 postup na Mistrovství ČR středních škol v šachu ve Zlíně (složení Koubová, Lavrinčík, Hausmann J., Hausmann M., Rejka)[6]

## Školní jídelna
Gymnázium poskytuje svým studentům možnost stravování ve školní jídelně. Ta tvoří samostatnou budovu a nachází se v ní oddělené prostory pro žáky základní školy a studenty gymnázia. V roce 2015 prošla školní jídelna rekonstrukcí, v rámci níž byla celá budova zateplena, zakoupeno nové moderní kuchyňské vybavení, vyměněny stoly, implementován systém strava.cz a instalován elektrický pojízdný pás pro odkládání táců.

## Rekonstrukce školy
V letech 2013 až 2014 budova gymnázia prošla společně s budovou základní školy rozsáhlou rekonstrukcí, při níž byla opravena střecha, vyměněna okna a všechny budovy byly zatepleny a natřeny na růžovo. Rekonstrukce byla dotována Evropskou unií.

## Známí učitelé
- Eva Farfánová Barriosová – bývalá archeoložka se zaměřením na Jižní Ameriku a Peru (od konce školního roku 2018/2019 již na škole nepůsobí)
- Josef Soukal – autor učebnic literatury pro nižší a vyšší ročníky gymnázií, předseda Asociace češtinářů
- Stanislav Mistr – hudebník; známý především svou popovou variací České mše vánoční od Jakuba Jana Ryby; napískal zvukovou stopu ve českém filmu Muži v naději
- Dagmar Zázvůrková - zpěvačka a herečka, vystupovala v mnoha českých filmech, seriálech a pořadech (od půlky školního roku 2022/2023 již na škole nepůsobí)

## Mimoškolní aktivity
- Maturitní ples, který se každý rok koná ve velkém sále Lucerny.
- Vánoční akademie, která se každý rok koná těsně před Vánoci v Divadle za Plotem. V roce 2016 zde účinkoval známý český moderátor a raper Leoš Mareš. Kvůli covidové pandemii se akademie přestala pořádat. V roce 2023 byla obnovena.
- Ekotým, což je skupina dobrovolníků starající se o prostředí školy, např. květiny a mločí jezírka v okolí. V dnešní době však již nefunguje jako skupina, ale spíše jako činy jednotlivců.
- Studentská rada, společenství aktivních studentů, které plánuje školní i mimoškolní akce ve spolupráci s vedením školy (například projektové dny, sportovní den či Vánoční volejbal). Každá třída má své dva zástupce, kteří hlasují o nejrůznějších drobných změnách na škole.
- Školní časopis, informativní a zábavný časopis o nejrůznějších zajímavostech na škole a o učitelském sboru. Za tvorbou časopisu stojí výhradně studenti.